# 諾斯穆爾 (密蘇里州)
諾斯穆爾（英語：Northmoor）是位於美國密蘇里州普拉特縣的城市。

## 人口
根據2020年美國人口普查的數據，諾斯穆爾的面積為0.61平方千米，皆為陸地。當地共有人口291人，而人口密度為每平方千米477人。